# Steyr-Land (distrito)
| Distrito de Steyr-Land                                          |                                          |
| Estado                                                          | Alta Áustria                             |
| Capital                                                         | Steyr                                    |
| Área                                                            | 971,70 km²                               |
| População                                                       | 58 779 habitantes (1 de janeiro de 2010) |
| Densidade                                                       | 60 hab./km²                              |
| Website                                                         | Site oficial                             |
| Localização de Distrito de Steyr-Land no estado de Alta Áustria |                                          |
|                                                                 |                                          |

Steyr-Land é um distrito da Áustria localizado no estado da Alta Áustria.

## Cidade e municípios
Steyr-Land possui 20 municípios, sendo um, Bad Hall, com estatuto de cidade (Stadtgemeinde) e seis com estatuto de mercado (Marktgemeinde):

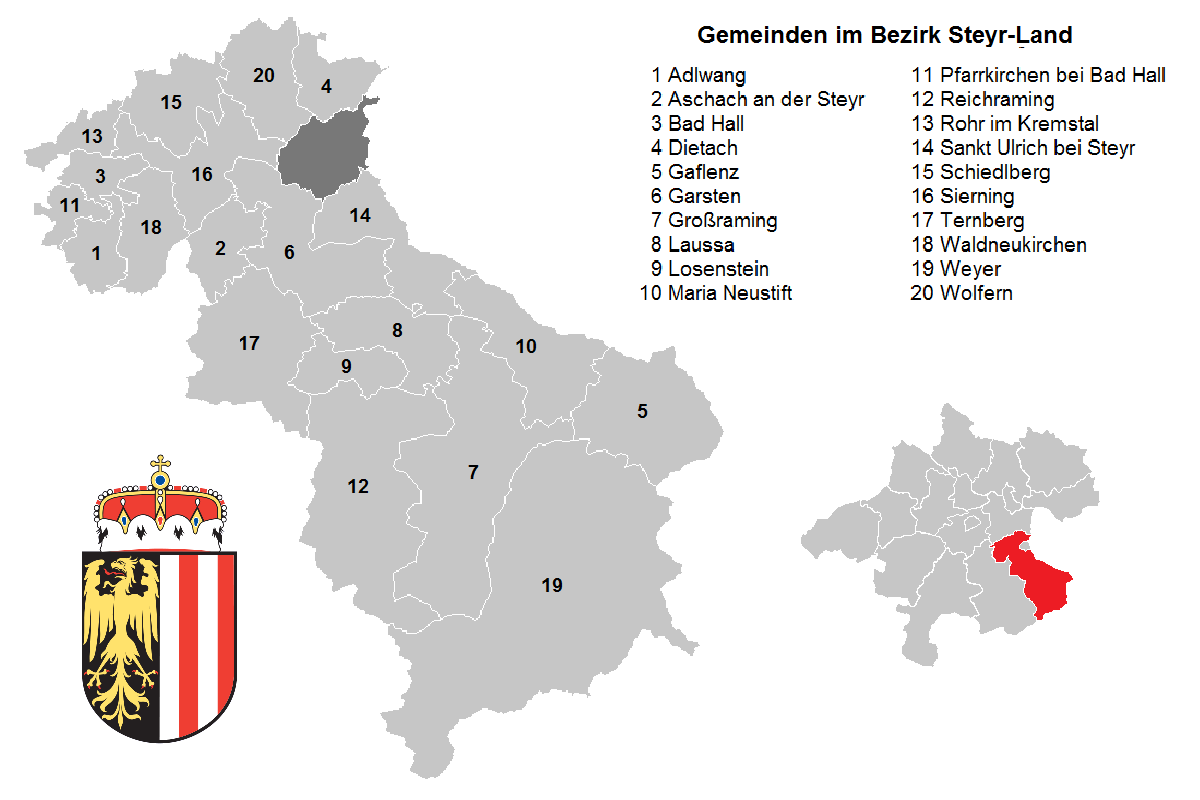
Cidades e municípios do Distrito de Steyr-Land

| Cidade: - Bad Hall Mercados: - Gaflenz - Garsten - Sierning - Ternberg - Weyer - Wolfern | Municípios: - Adlwang - Aschach an der Steyr - Dietach - Großraming - Laussa - Losenstein - Maria Neustift - Pfarrkirchen bei Bad Hall - Reichraming - Rohr im Kremstal - Schiedlberg - Sankt Ulrich bei Steyr - Waldneukirchen |